# Zoo de Heidelberg

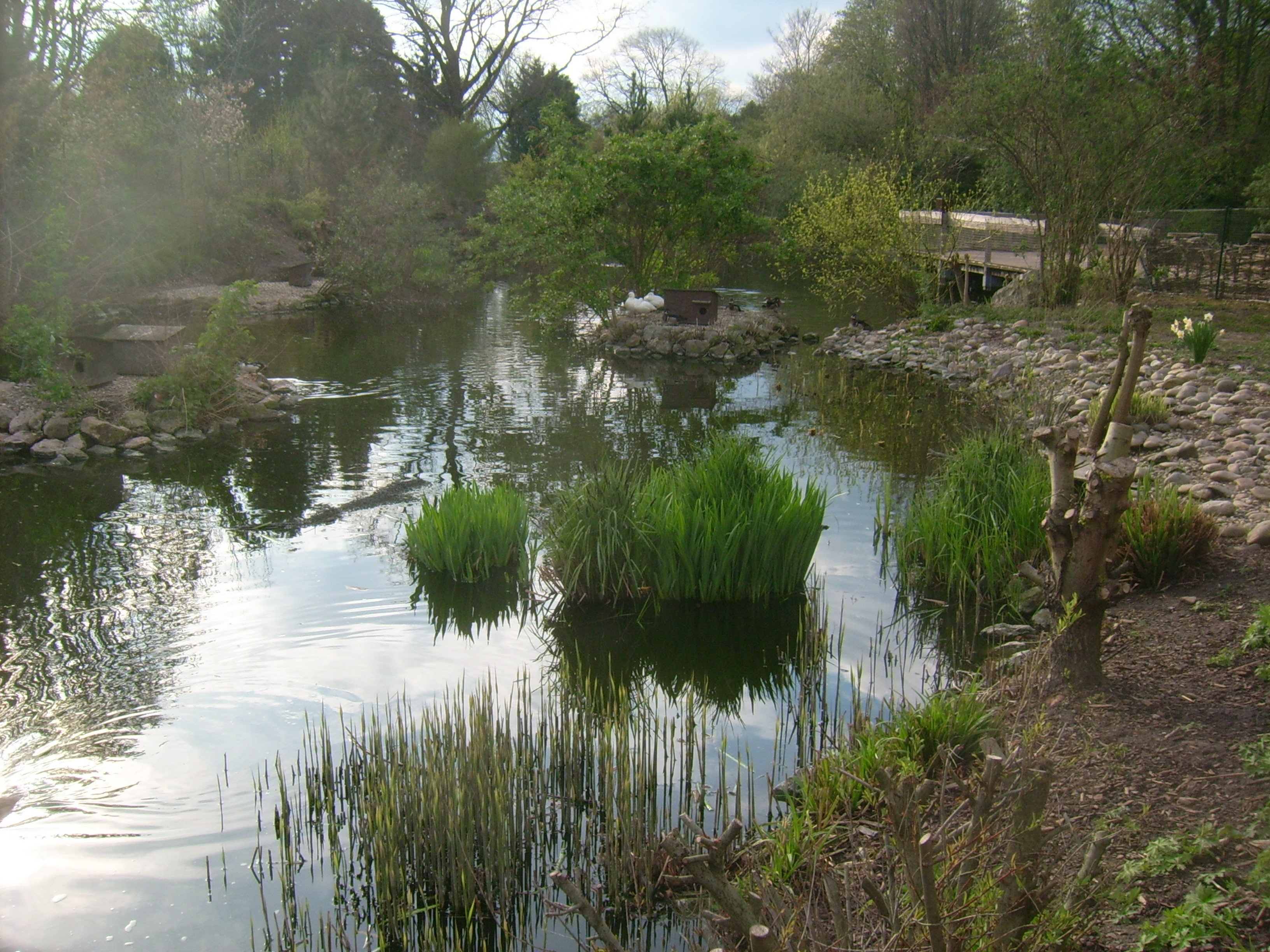
Vue d'une partie du parc zoologique de Heidelberg.

Le zoo de Heidelberg fondé en 1933 est un parc zoologique situé à Heidelberg en Allemagne. Il contient plusieurs animaux rares comme le Chat de Temminck (Pardofelis temminckii),.

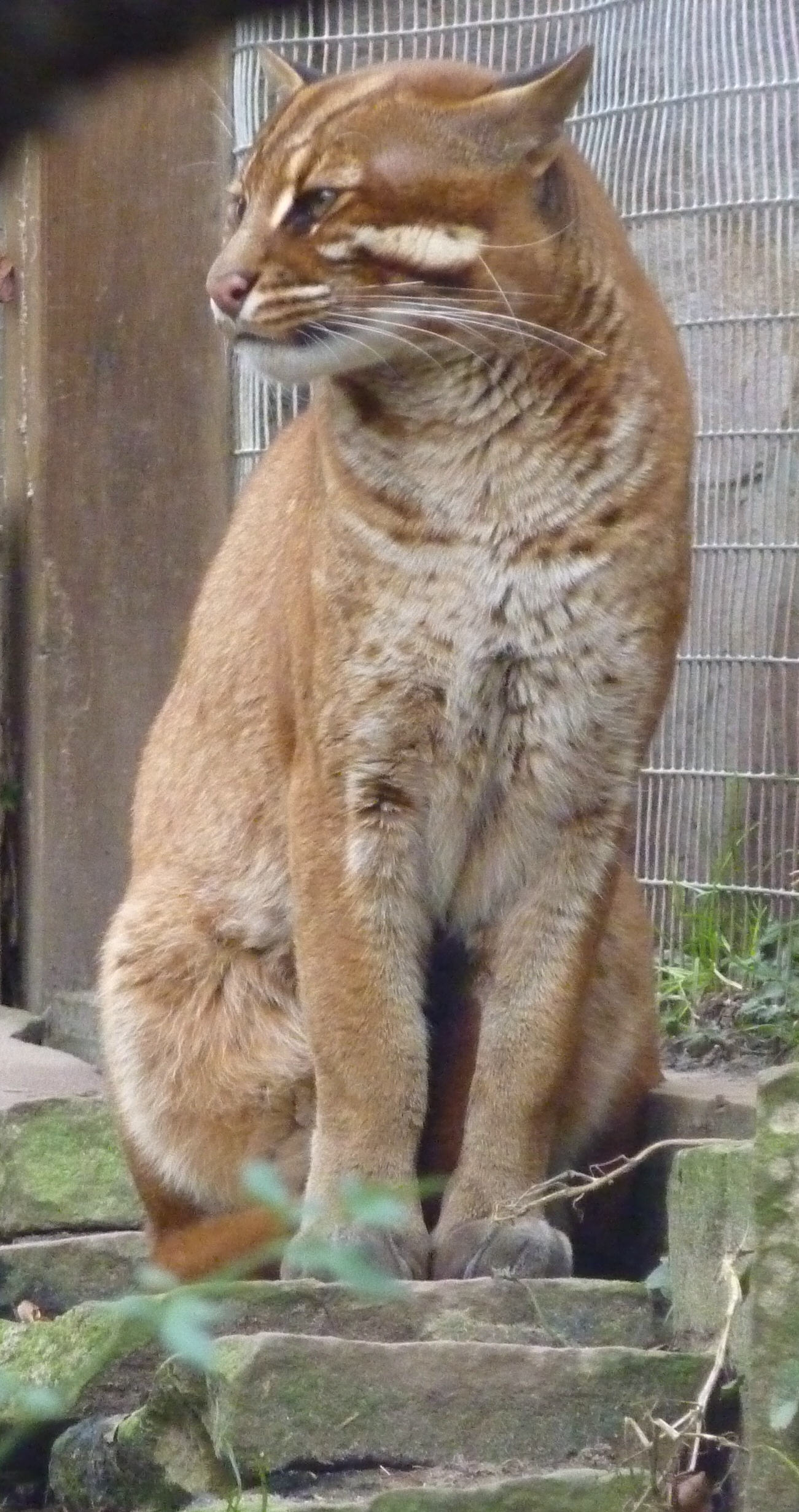
Pardofelis temminckii.
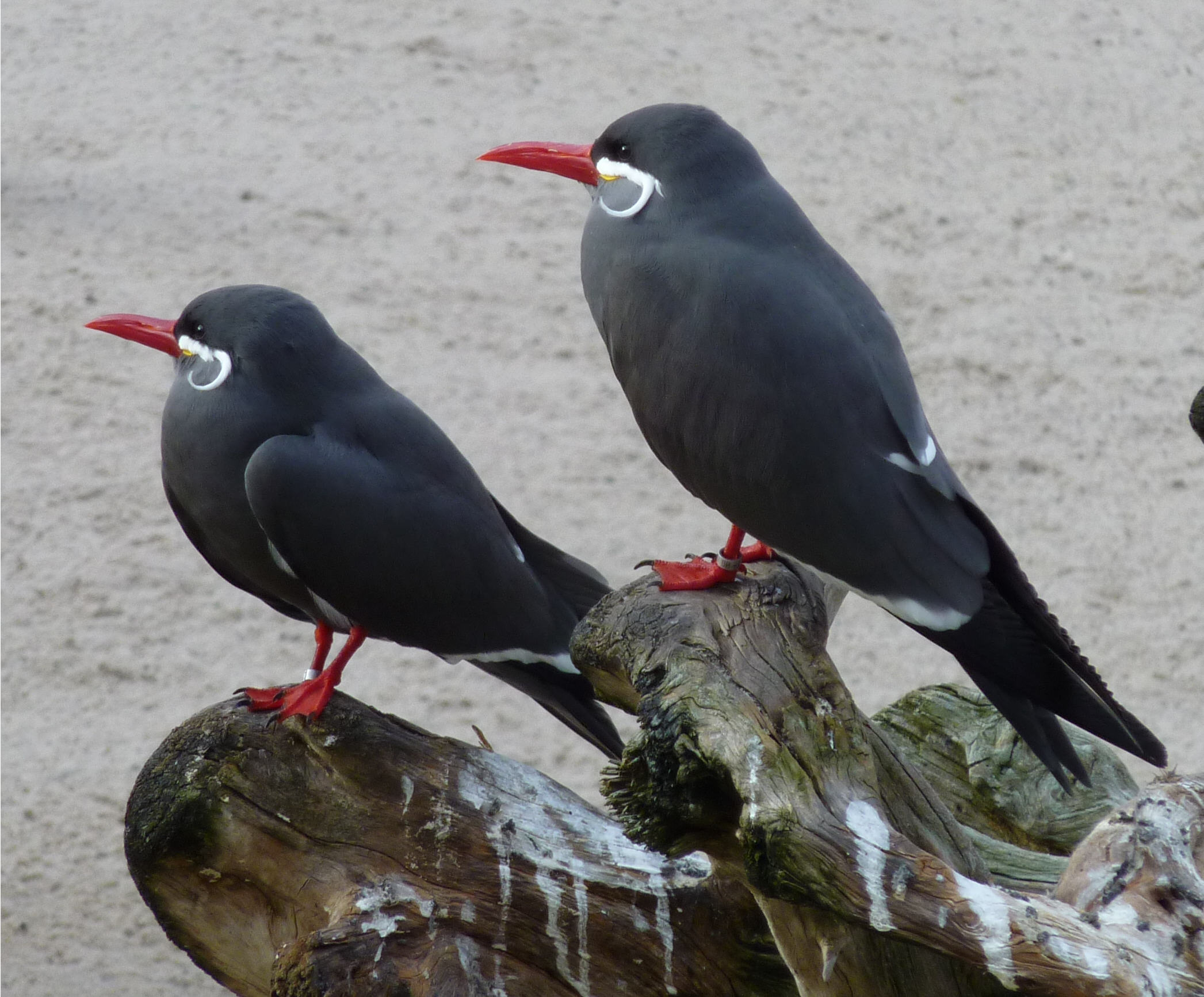
Larosterna inca.
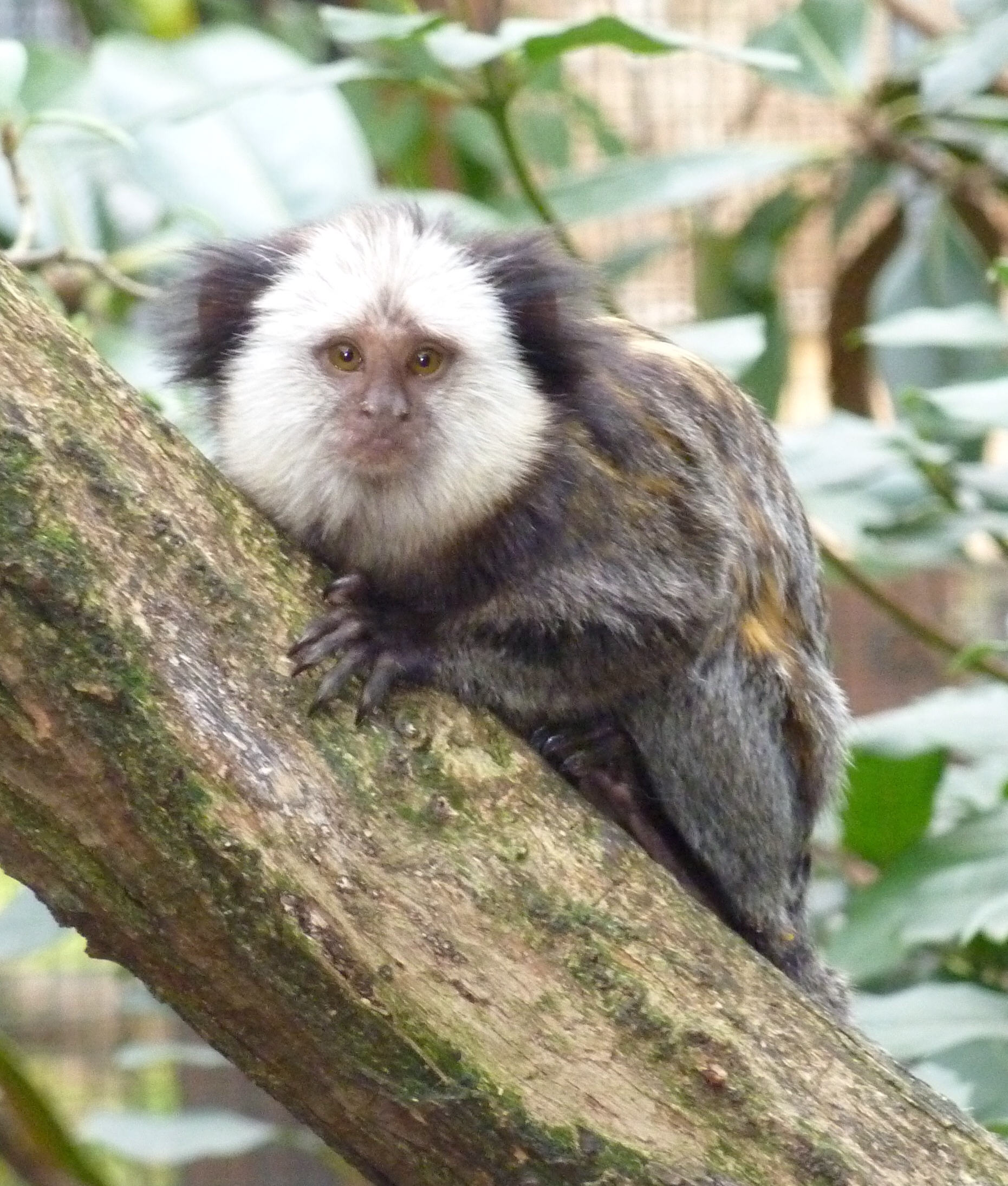
Callithrix geoffroyi.
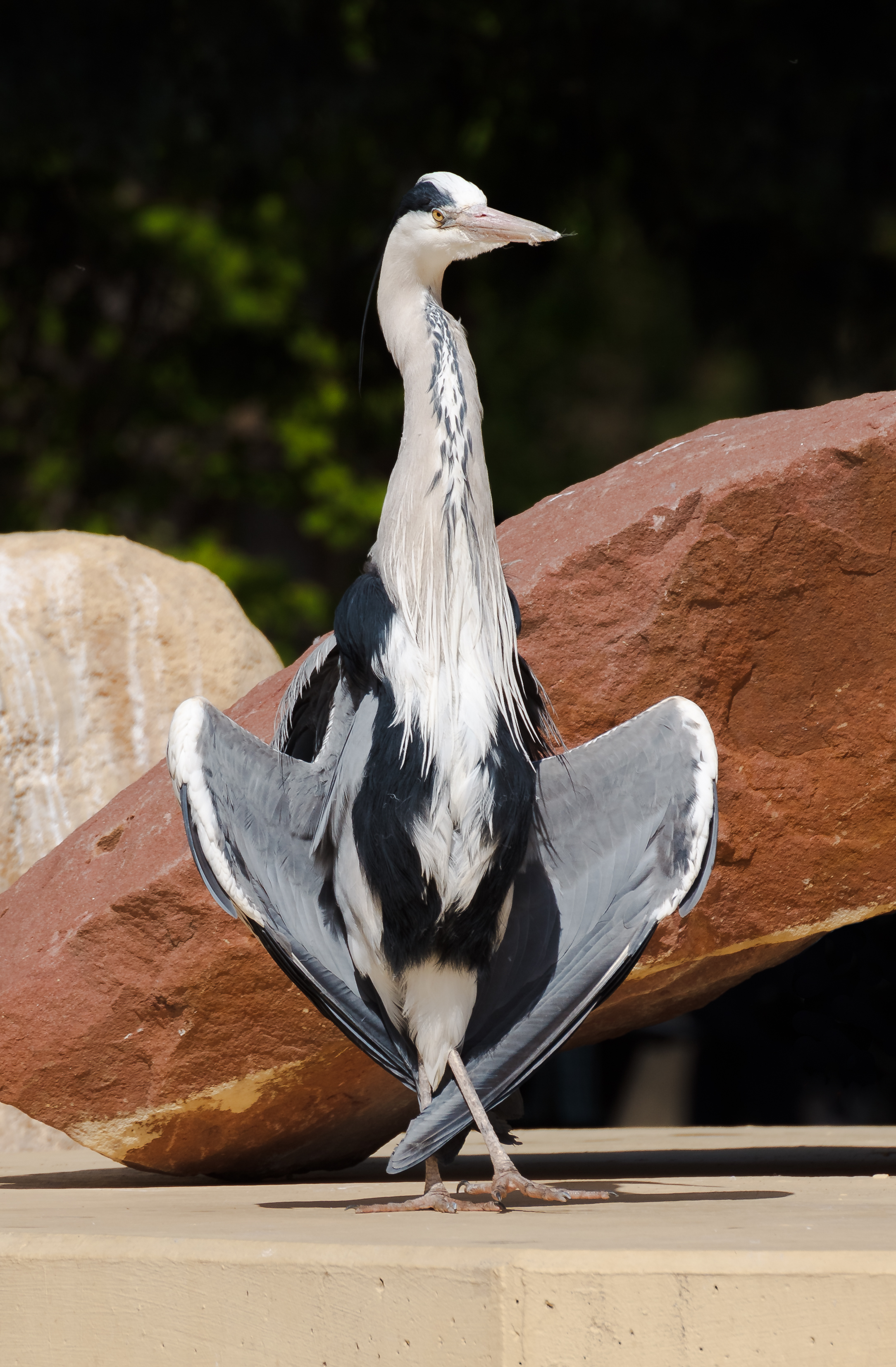
Un héron cendré dans le zoo.
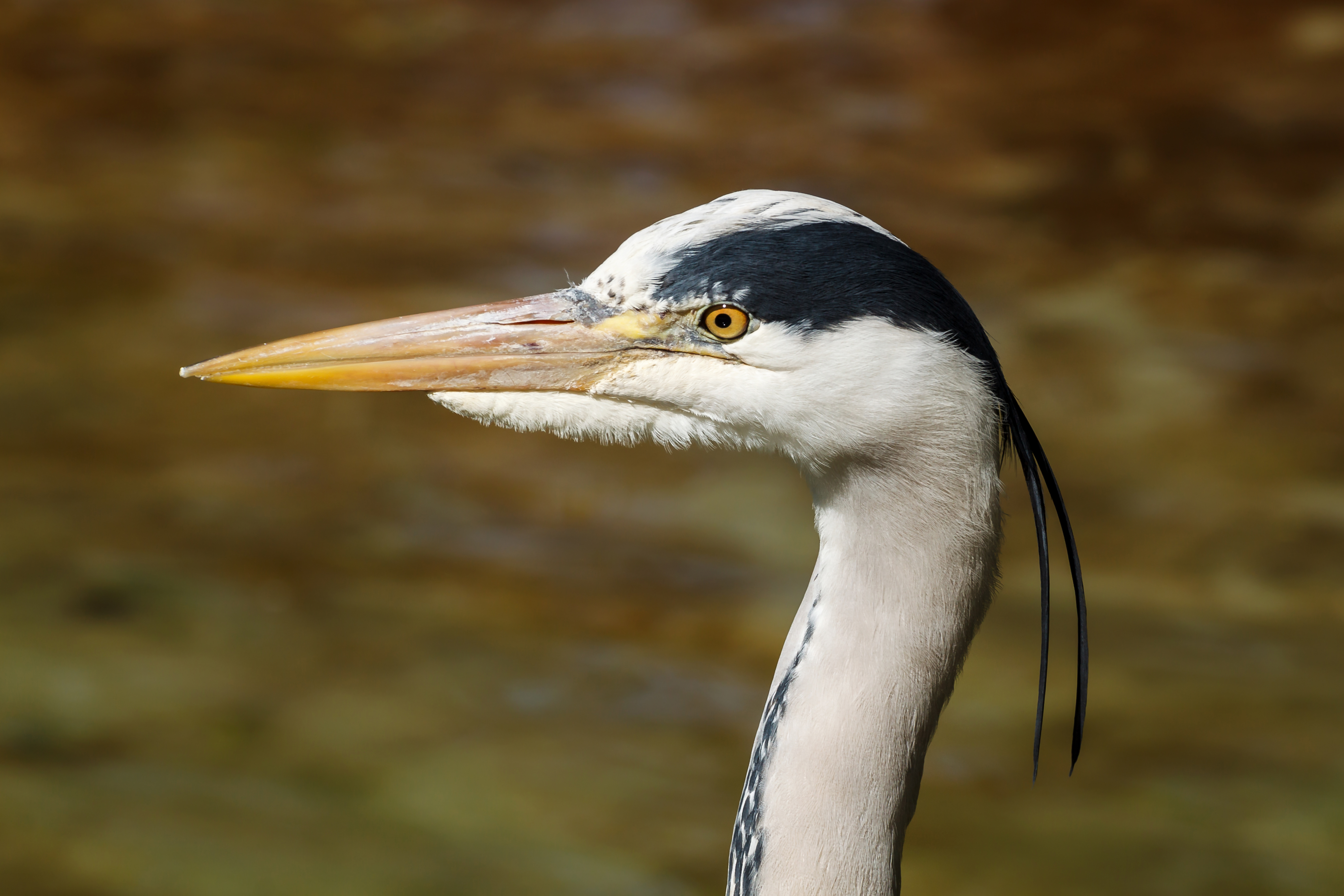
Un autre héron cendré dans le même zoo.